# Blow-out
Van een blow-out bij aardolie- of aardgaswinning is sprake als gas of olie langs en uit het boorgat doorbreekt naar het maaiveld. 
Aardgas en aardolie bevinden zich in een 'bel' in de bodem onder zeer hoge druk, rond 600 bar. Bij het aanboren van het ondergrondse reservoir zal het gas of de olie door deze hoge druk zich in het boorgat naar boven willen verplaatsen. Om dit te voorkomen wordt het boorgat gevuld met boorvloeistof die voldoende tegendruk biedt en een blow-out voorkomt. Bovendien brengt men een blowout preventer aan, een automatisch werkende veiligheidsklep. 
Mocht zich in de bodem ondiep gas (shallow gas) bevinden, dan kan dit bij het aanboren ook langs het boorgat ontsnappen, zich met het aanwezige grondwater vermengen en de bodem plaatselijk vloeibaar maken, tot een soort drijfzand. Men spreekt dan van liquefaction waardoor de gehele boorinstallatie instabiel kan worden en in de bodem kan wegzakken. Deze situatie deed zich in Nederland voor bij het dorp 't Haantje, nabij Sleen in Drenthe. Daar deed zich op 1 december 1965 in de exploratieput Sleen-2 een blow-out voor, de enige zover in de Nederlandse aardgaswinning. Bij deze blow-out verdween zelfs de complete boortoren in de grond. De krater die dit heeft veroorzaakt, is daar nog steeds te zien.
Is er sprake van een blow-out, dan wordt op enige afstand daarvan een aantal nieuwe boringen uitgevoerd die de blow-outboring diep ondergronds snijden. Vervolgens wordt het boorgat volgepompt met grout.

## Tunnels
Bij een vloeistofschild van een tunnelboormachine wordt gedurende het gehele boorproces het boorfront ondersteund door middel van vloeistofdruk. De steunvloeistof is meestal bentoniet, de samenstelling ervan is afhankelijk van de grond waardoor geboord wordt. De vloeistofdruk die aangehouden kan worden tijdens het proces wordt bepaald door de diepteligging van de tunnel, de druk van het grondwater bij het schild en van de eigenschappen van de grond zelf. 
Zo moet er een minimum steundruk zijn om grote vervormingen aan het boorfront of zelfs het instorten ervan te voorkomen. Aan het boorfront heerst een grondwaterdruk die volledig door de steundruk opgenomen moet worden. Hiernaast is nog extra druk nodig om de horizontale korreldruk op te nemen, de grootte van deze druk hangt af van de gewelfwerking van de bovenliggende grondlagen.
Echter, om het bezwijken van de grond boven het boorschild en daarmee verlies van de steunvloeistof of het openbarsten van het maaiveld, een blow-out, te voorkomen, is er ook een bovengrens aan de vloeistofdruk. De maximumdruk die aangehouden kan worden ter voorkoming van een blow-out is vaak het gewicht van de grond boven het boorschild. Als vuistregel wordt aangehouden om een gronddekking te hebben die gelijk is aan de tunneldiameter, dit om aan voldoende massa te komen.

## Galerij

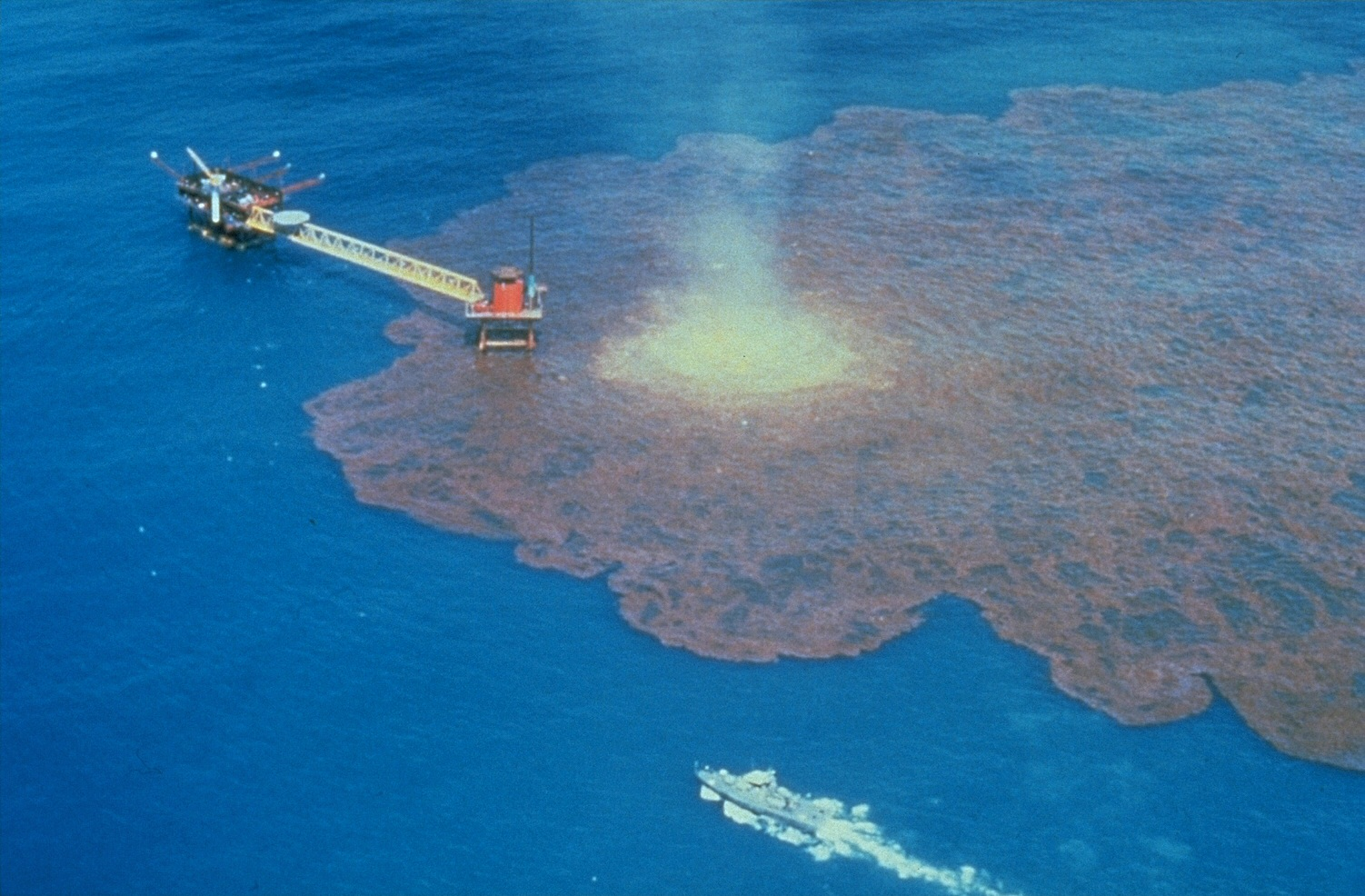
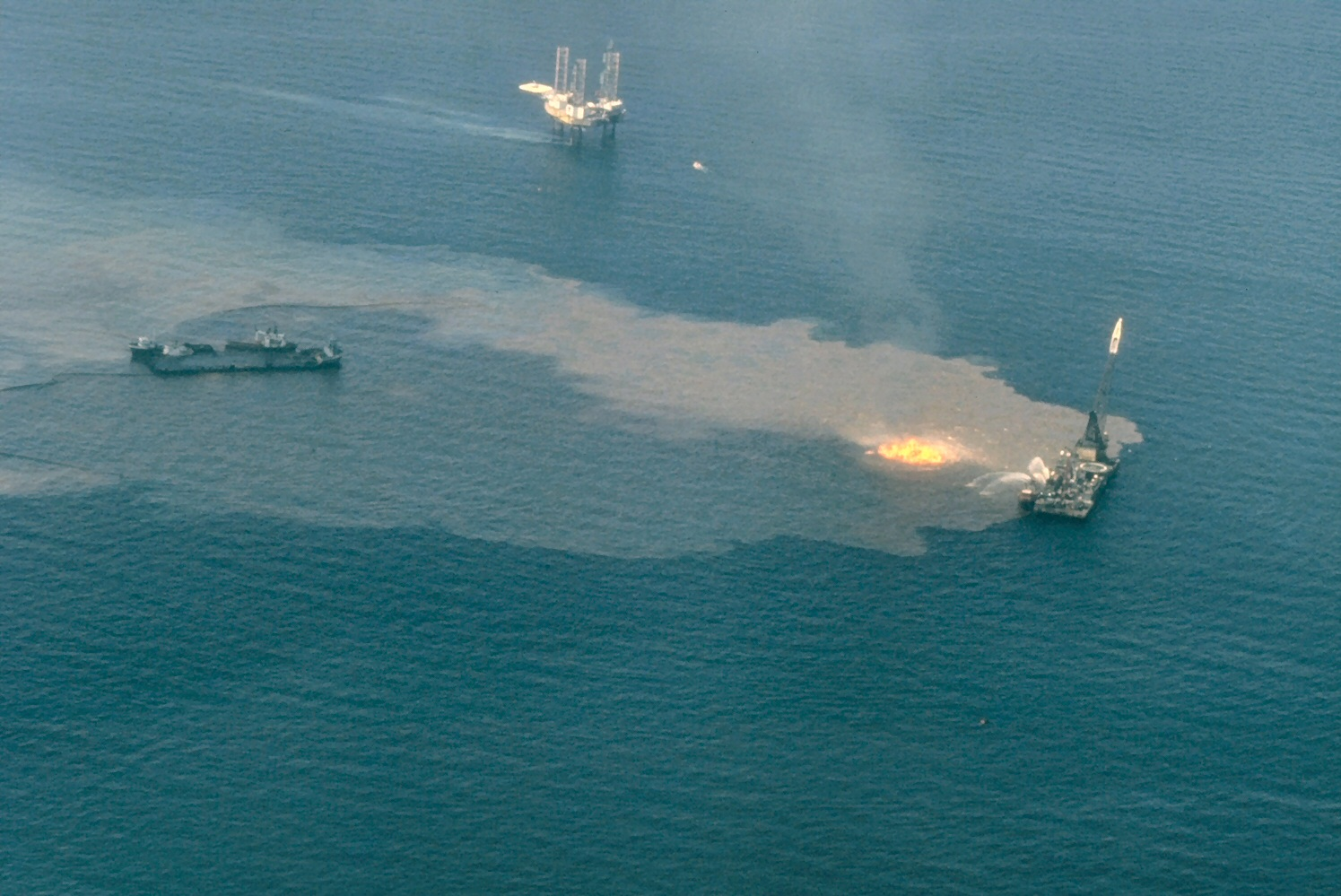